# .kz
.kz – domena internetowa przypisana od roku 1994 do Kazachstanu i administrowana przez KazNIC.

## Domeny drugiego poziomu
- com.kz - organizacje komercyjne
- edu.kz - organizacje edukacyjne
- gov.kz - organizacje rządowe
- mil.kz - Ministerstwo Obrony Narodowej
- net.kz - dostawcy sieci
- org.kz - organizacje non-profit.